# 久保刺鎧蝦
久保刺鎧蝦（学名：Munida kuboi）为鎧甲蝦科刺鎧蝦屬下的一个种。